# Josué Martínez
Josué Martínez Areas (San José, 25 marzo 1990) è un calciatore costaricano, attaccante dell'Escorpiones.

## Carriera

### Club

#### Deportivo Saprissa
Dopo le prime partite nella formazione del Deportivo Saprissa, con cui esordisce in patria nel calcio professionistico, grazie alle notevoli prestazioni nella Coppa America 2011 ha attirato su di sé gli occhi di osservatori di mezza Europa.
Dopo la prima stagione 2009-2010 diventa un punto fermo del Deportivo Saprissa. Tra il 2009, anno di esordio, e il 2011 disputa in totale 76 partite mettendo a segno 21 gol.

#### Philadelphia Union
Il 7 dicembre 2011 firma un contratto con il Philadelphia Union per la stagione 2012.

### Nazionale
Durante la Coppa America 2011 ha giocato da titolare nella partita d'esordio del torneo, persa 1-0 contro la Colombia. Nella seconda partita ha segnato il primo gol della Costa Rica al 59º minuto.

## Statistiche

### Presenze e reti nei club
Statistiche aggiornate al 22 agosto 2011.
| Stagione        | Squadra            | Campionato      | Campionato | Campionato | Coppe nazionali | Coppe nazionali | Coppe nazionali | Coppe continentali | Coppe continentali | Coppe continentali | Altre coppe | Altre coppe | Altre coppe | Totale | Totale |
| Stagione        | Squadra            | Comp            | Pres       | Reti       | Comp            | Pres            | Reti            | Comp               | Pres               | Reti               | Comp        | Pres        | Reti        | Pres   | Reti   |
| --------------- | ------------------ | --------------- | ---------- | ---------- | --------------- | --------------- | --------------- | ------------------ | ------------------ | ------------------ | ----------- | ----------- | ----------- | ------ | ------ |
| 2009-2010       | Saprissa           | PD              | 25         | 8          | -               | -               | -               | -                  | -                  | -                  | -           | -           | -           | 25     | 8      |
| 2010-2011       | Saprissa           | PD              | 23         | 5          | -               | -               | -               | CCL                | 10                 | 2                  | -           | -           | -           | 33     | 7      |
| 2011-2012       | Saprissa           | PD              | 18         | 6          | -               | -               | -               | -                  | -                  | -                  | -           | -           | -           | 18     | 6      |
| Totale Udinese  | Totale Udinese     |                 | 66         | 19         |                 | -               | -               |                    | 10                 | 2                  |             | -           | -           | 76     | 21     |
| 2012            | Philadelphia Union | MLS             | 9          | 0          | USOC            | 2               | 1               | -                  | -                  | -                  | -           | -           | -           | 11     | 1      |
| Totale carriera | Totale carriera    | Totale carriera | 75         | 19         |                 | 2               | 1               |                    | 10                 | 2                  |             |             |             | 87     | 22     |

### Cronologia presenze e reti in nazionale
| Cronologia completa delle presenze e delle reti in nazionale ― Costa Rica | Cronologia completa delle presenze e delle reti in nazionale ― Costa Rica | Cronologia completa delle presenze e delle reti in nazionale ― Costa Rica | Cronologia completa delle presenze e delle reti in nazionale ― Costa Rica | Cronologia completa delle presenze e delle reti in nazionale ― Costa Rica | Cronologia completa delle presenze e delle reti in nazionale ― Costa Rica | Cronologia completa delle presenze e delle reti in nazionale ― Costa Rica | Cronologia completa delle presenze e delle reti in nazionale ― Costa Rica |
| Data                                                                      | Città                                                                     | In casa                                                                   | Risultato                                                                 | Ospiti                                                                    | Competizione                                                              | Reti                                                                      | Note                                                                      |
| ------------------------------------------------------------------------- | ------------------------------------------------------------------------- | ------------------------------------------------------------------------- | ------------------------------------------------------------------------- | ------------------------------------------------------------------------- | ------------------------------------------------------------------------- | ------------------------------------------------------------------------- | ------------------------------------------------------------------------- |
| 13-5-2009                                                                 | San Cristóbal                                                             | Venezuela                                                                 | 1 – 1                                                                     | Costa Rica                                                                | Amichevole                                                                | -                                                                         | 65’                                                                       |
| 26-5-2010                                                                 | Lens                                                                      | Francia                                                                   | 2 – 1                                                                     | Costa Rica                                                                | Amichevole                                                                | -                                                                         | 41’                                                                       |
| 11-8-2010                                                                 | Asunción                                                                  | Paraguay                                                                  | 2 – 0                                                                     | Costa Rica                                                                | Amichevole                                                                | -                                                                         | 64’                                                                       |
| 4-9-2010                                                                  | Panama                                                                    | Panama                                                                    | 2 – 2                                                                     | Costa Rica                                                                | Amichevole                                                                | -                                                                         | 46’                                                                       |
| 6-9-2010                                                                  | Kingston                                                                  | Giamaica                                                                  | 1 – 0                                                                     | Costa Rica                                                                | Amichevole                                                                | -                                                                         | 59’                                                                       |
| 8-10-2010                                                                 | Lima                                                                      | Perù                                                                      | 2 – 0                                                                     | Costa Rica                                                                | Amichevole                                                                | -                                                                         | 71’                                                                       |
| 12-10-2010                                                                | Quesada                                                                   | Costa Rica                                                                | 2 – 1                                                                     | El Salvador                                                               | Amichevole                                                                | 1                                                                         | 56’                                                                       |
| 18-11-2010                                                                | Fort Lauderdale                                                           | Giamaica                                                                  | 0 – 0                                                                     | Costa Rica                                                                | Amichevole                                                                | -                                                                         | 67’                                                                       |
| 23-1-2011                                                                 | Panama                                                                    | Honduras                                                                  | 2 – 1                                                                     | Costa Rica                                                                | Coppa centroamericana 2011 - Finale                                       | -                                                                         | 66’                                                                       |
| 29-3-2011                                                                 | San José                                                                  | Costa Rica                                                                | 0 – 0                                                                     | Argentina                                                                 | Amichevole                                                                | -                                                                         | 88’                                                                       |
| 5-6-2011                                                                  | Arlington                                                                 | Costa Rica                                                                | 5 – 0                                                                     | Cuba                                                                      | Gold Cup 2011 - 1º turno                                                  | -                                                                         | 68’                                                                       |
| 2-7-2011                                                                  | San Salvador de Jujuy                                                     | Colombia                                                                  | 1 – 0                                                                     | Costa Rica                                                                | Coppa America 2011 - 1º turno                                             | -                                                                         | 71’                                                                       |
| 8-7-2011                                                                  | San Salvador de Jujuy                                                     | Costa Rica                                                                | 2 – 0                                                                     | Bolivia                                                                   | Coppa America 2011 - 1º turno                                             | 1                                                                         | 81’                                                                       |
| 12-7-2011                                                                 | Córdoba                                                                   | Argentina                                                                 | 3 – 0                                                                     | Costa Rica                                                                | Coppa America 2011 - 1º turno                                             | -                                                                         | 46’                                                                       |
| 3-9-2011                                                                  | Carson                                                                    | Stati Uniti                                                               | 0 – 1                                                                     | Costa Rica                                                                | Amichevole                                                                | -                                                                         | 29’ 46’                                                                   |
| 6-9-2011                                                                  | Quito                                                                     | Ecuador                                                                   | 4 – 0                                                                     | Costa Rica                                                                | Amichevole                                                                | -                                                                         | 88’                                                                       |
| Totale                                                                    |                                                                           | Presenze                                                                  | 16                                                                        |                                                                           | Reti                                                                      | 2                                                                         |                                                                           |